# Афи
А̀фи (на италиански: Affi; на венециански: Afi, Афи) е село и община в Северна Италия, провинция Верона, регион Венето. Разположено е на 191 m надморска височина. Населението на общината е 2318 души (към 2015 г.).